# Joseph Carrara
Joseph Carrara   (Hauteville, 9 de març de 1938 - La Tronche, 13 de juliol de 2024) va ser un ciclista francès que fou professional entre 1958 i 1966. Va aconseguir 8 victòries durant la seva carrera esportiva, entre les quals destaca la Volta a Catalunya de 1964 i una etapa al Giro d'Itàlia de 1962.

## Palmarès
- 1958
  - 1r a Lubersac
- 1961
  - 1r a l'Annemasse-Bellegarde-Annemasse
- 1962
  - Vencedor d'una etapa al Giro d'Itàlia
  - Vencedor d'una etapa al Gran Premi de Fourmies
- 1963
  - 1r al Gran Premi d'Antibes
- 1964
  -  1r de la Volta a Catalunya i vencedor d'una etapa
  - 1r al Gran Premi de Thizy
- 1965
  - 1r a Auxerre

### Resultats al Tour de França
- 1962. Abandona

### Resultats al Giro d'Itàlia
- 1962. Vencedor d'una etapa